# Bulbophyllum compressum
Bulbophyllum compressum är en orkidéart som beskrevs av Johannes Elias Teijsmann och Simon Binnendijk. Bulbophyllum compressum ingår i släktet Bulbophyllum och familjen orkidéer. Inga underarter finns listade i Catalogue of Life.